# Бакей
Бакeй (настоящее имя — Владислав Александрович Бельмач; род. 21 февраля 1995, Нумги, Тюменская область) — белорусский рэпер и поэт-песенник.

## Биография
В 1996 году семья Влада перебралась в Минск. Учился в минской школе № 52, ныне гимназии № 35. В возрасте 9 лет начал заниматься футболом. В восьмом классе Влад перешел в школу-интернат для детей больных сколиозом. Там он впервые начал раскрываться как творческая личность, принимая участие в театральных постановках.
После окончания школы поступил в торговый колледж в Минске. По словам Влада, со временем пришлось уйти из футбольной секции, так как времени совмещать всё не было.
Слушать рэп Влад начал примерно в 13 лет, предпочитая русскоязычный для лучшего понимания смысла.
Сам писать рэп для себя и друзей впервые попробовал примерно в 2011 году.
Псевдоним Бакей артист получил, когда занимался футболом. Самому артисту этот псевдоним никогда не нравился, но, по его словам, когда они с ребятами записывали первый трэк, других вариантов не было.
После учебы в колледже Влад устроился на работу в небольшой строительный магазин. Там он работал на протяжении трех с половиной лет, после чего предпочёл сосредоточиться на музыке.

## Дискография

### Студийные альбомы
- 31 августа 2015 — «Гуру сломанных скал»
- 21 февраля 2016 — «Ладрамхайола»
- 2 апреля 2017 — «Нанонить»
- 22 марта 2018 — «Nagchampa»

### Синглы
- 15 мая 2015 — «Радужный коник»
- 15 августа 2015 — «Дэнсдушенька»
- 14 октября 2015 — «Желтое пальто»
- 16 ноября 2015 — «NSDM»
- 9 января 2016 — «Булыжник в огне»
- 11 апреля 2016 — «Doomed» (при уч. Hop-Vi)
- 20 апреля 2016 — «Trevozno»
- 1 июня 2016 — «Ориджинал»
- 19 июня 2016 — «Эножэ»
- 21 июля 2016 — «NYB»[K 1] (при уч. Morozz, Gleb Nova, Синий Оркестр, CokeBoy, CJ, Hop-Vi)
- 1 августа 2016 — «Vi+ik»[K 2]
- 10 сентября 2016 — «SCURF» (при уч. Эскьюди)
- 29 сентября 2016 — «Шаверма Freestyle»[K 3] (при уч. CJ, CokeBoy)
- 2 ноября 2016 — «ClickPlay»[K 4] (при уч. Kakora)
- 15 января 2017 — «DMMSHIT»
- 23 февраля 2017 — «Гэнг»[K 5] (при уч. CJ, CokeBoy)
- 29 марта 2017 — «В бетоне»[K 6]
- 1 мая 2017 — «Псайко» (при уч. ВАЛИК)
- 15 июня 2017 — «Как тут гнить»[K 7]
- 26 июня 2017 — «Саранча»[K 8]
- 29 июля 2017 — «BRUUUD — Грязь»[K 9] (при уч. The Freddy Red, CJ, Kipah, Kakora, CokeBoy, Никита Мастяк)
- 11 октября 2017 — «Fresh» (при уч. Kid Sole)

#### Синглы (как приглашенный артист)
- 14 октября 2015 — «Минимально бестовые» (Gleb LSD при уч. Бакей)
- 24 мая 2016 — «Разносторонний» (CJ при уч. Бакей)
- 26 мая 2016 — «Подружки» (Ground при уч. Бакей)
- 27 мая 2016 — «VHS эффект» (Hop-Vi при уч. Бакей)
- 4 августа 2016 — «Work» (Lastend при уч. Бакей, CokeBoy)
- 17 августа 2016 — «В легком весе» (Fruity при уч. Бакей)
- 3 сентября 2016 — «Калейдоскоп» (Morozz при уч. Бакей)
- 12 ноября 2016 — «Кислота (Remix)» (Пикабой при уч. Yung Blacky, Бакей)
- 20 апреля 2017 — «Professional Chillah» (Горящий Жираф при уч. Бакей)
- 2 мая 2017 — «Трясти ногами под кик» (Aikko при уч. Бакей)
- 17 июня 2017 — «Солнечный удар» (OBRAZKOBRA при уч. Бакей)
- 12 августа 2017 — «Марс» (Никита Мастяк при уч. Бакей)

### Видеоклипы
- 15 мая 2015 — «Радужный коник»
- 15 августа 2015 — «Дэнсдушенька»
- 21 июля 2016 — «NYB» (при уч. Morozz, Gleb Nova, Синий Оркестр, CokeBoy, CJ, Hop-Vi)
- 1 августа 2016 — «Vi+ik»
- 29 сентября 2016 — «Шаверма Freestyle» (при уч. CJ, CokeBoy)
- 23 февраля 2017 — «Гэнг» (при уч. CJ, CokeBoy)
- 29 марта 2017 — «В бетоне»[K 10]
- 24 апреля 2017 — «Бикини»
- 28 мая 2017 — «Бионик»
- 26 июня 2017 — «Саранча»
- 29 июля 2017 — «BRUUUD — Грязь» (при уч. The Freddy Red, CJ, Kipah, Kakora, CokeBoy, Никита Мастяк)

### Участие
- 24 мая 2016 — «Разносторонний» (альбом CJ)
- 26 мая 2016 — «Старые Краски» (альбом Ground’а)
- 27 мая 2016 — «Мой внутренний космос» (альбом Hop-Vi)
- 2 ноября 2016 — «SCHOD II» (сборник Story Telling)
- 20 апреля 2017 — «Hood Under Weed» (EP Горящего Жирафа)
- 2 мая 2017 — «Делаю любовь» (альбом Aikko)
- 3 мая 2017 — «Холод. Голод. Молод.» (альбом Lastend’а)
- 15 июня 2017 — «SCHOD III» (сборник Story Telling)
- 12 августа 2017 — «YES» (альбом Никиты Мастяка)

## Комментарии
1. ↑  Композиция «NYB» является объединением исполнителей новой школы белорусского рэпа.
2. ↑  Композиция «Vi+ik» была выпущена в двух версиях: для клипа (clip version) и полной (full version).
3. ↑  Композиция «Шаверма Freestyle» является приглашением на вечеринку «Main Stream Party», которая состоялась 28 октября 2016 в Минске.
4. ↑  Композиция вошла в сборник белорусского хип-хопа — «SCHOD II».
5. ↑  Композиция «Гэнг» является приглашением на вечеринку «Одна Жизнь — Один Гэнг», которая состоялась 3 марта 2017 в Минске.
6. ↑  Композиция «В бетоне» первым синглом с альбома «Нанонить».
7. ↑  Композиция вошла в сборник белорусского хип-хопа — «SCHOD III».
8. ↑  Композиция «Саранча» была выпущена в рамках проекта «Новый Флоу» от портала The Flow.
9. ↑  Композиция «BRUUUD — Грязь» является объединением представителей Минской грайм-вечеринки «Bruuud».
10. ↑  Клип «В бетоне» является короткометражным фильмом длительностью 13 минут.

### Интервью
- «Интерживью — Бакей» — интервью перед выходом альбома «Ладрамхайола» (видео)
- «На подрастающее поколение смотреть страшно: у нас такого треша не было!» 21-летний рэпер про коттеджи с пьяными подростками и способы «срубить хайп» — интервью для Onliner.by
- «Чорны знахар» — интервью для журнала 34mag
- «Бакей: колоритный электро-хоп из Беларуси» — интервью для проекта «Новый Флоу» от портала The Flow
- «Голос тела: Бакей и Виталина» — интервью для проекта «Голос тела» от журнала 34mag

### Статьи
- «Бакей выпустил альбом о вере в себя» — статья к выходу альбома «Нанонить» от сайта Experty.by
- «Бакей — Нанонить» — статья к выходу альбома «Нанонить» от портала The Flow
- «Як сабраць Re: public?» — статья перед первым сольным концертом в Минске от журнала 34mag (бел.)
- «Лепшыя беларускія кліпы 2016-га» — статья о лучших белорусских клипах 2016-го от журнала 34mag
- «Песни без повода, песни про молодость». Чем крут Бакей, молодая белорусская рэп-звезда//рецензия от портала The Flow